# Ford Shelby GR-1

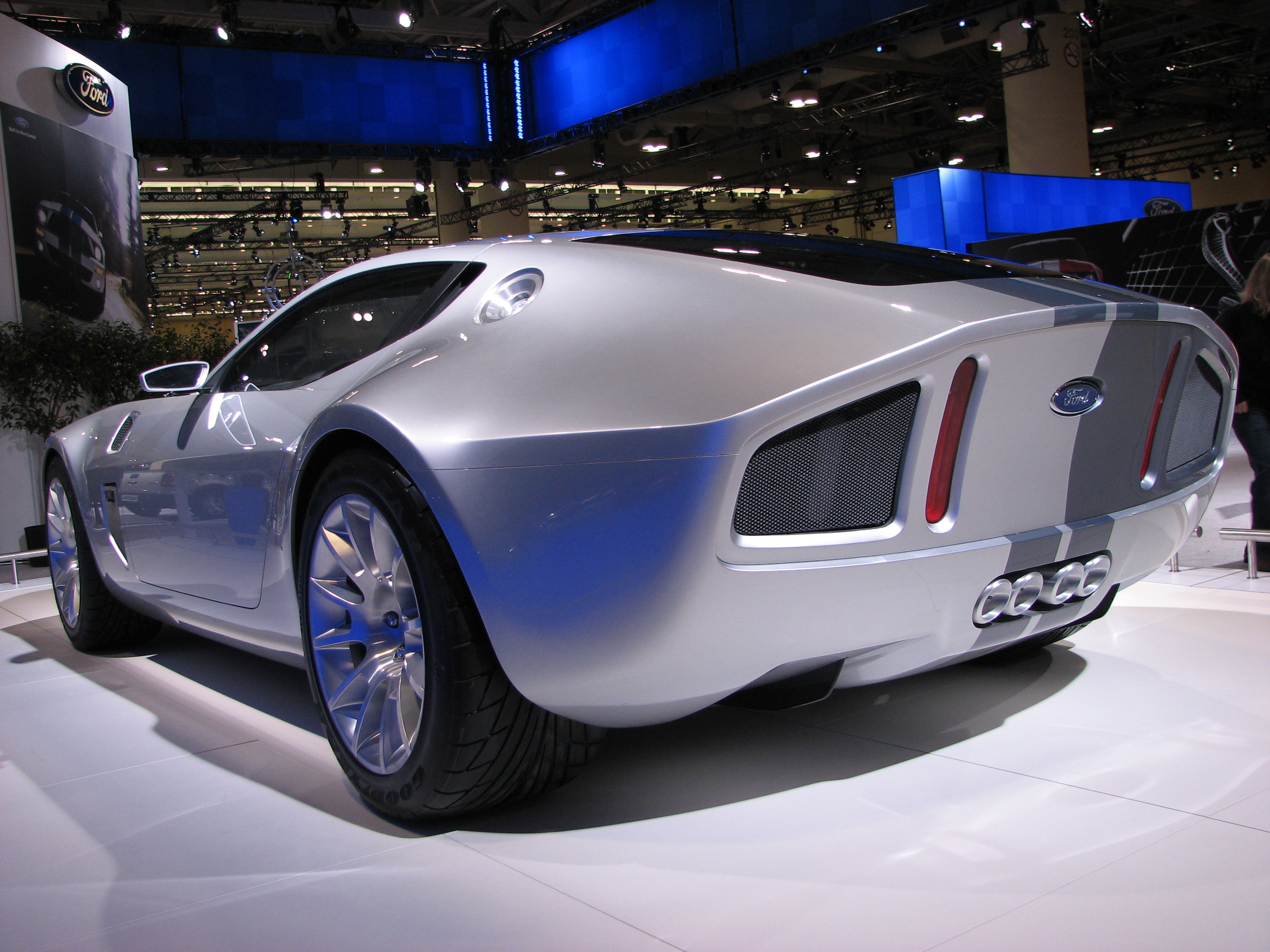
Vista trasera

El Ford Shelby GR-1 es un prototipo de automóvil superdeportivo que fue creado por Ford Motor Company y presentado por primera vez en el Salón del Automóvil de Detroit de 2005. El predecesor del Ford Shelby GR-1 fue el prototipo Ford Shelby AC Cobra, que fue presentado un año antes en ese mismo salón del automóvil.

## Desarrollo y diseño
El GR-1 fue creado con la inspiración de la marca Shelby. Gran parte del chasis del GR-1 está basado en el Ford GT de producción. Al igual que con el Ford Shelby Cobra, el proyecto del GR-1 fue dirigido por Manfred Rumpel y desarrollado por el grupo Advanced Product Creation de Ford. El GR-1 tiene una carrocería de acero inoxidable biplaza y con puertas diédricas.

## Mecánica
El GR-1 tiene un motor V10 con bloque de aluminio de 6,4 L (390,6 pulgadas cúbicas) y también tiene ciertos componentes del Ford GT. Este tiene 605 CV (597 HP; 445 kW) de potencia máxima a las 6750 rpm y un par máximo de 679 N·m (501 lb·pie), acoplado a una transmisión manual de seis velocidades. Con esto, es capaz de alcanzar hasta los 320 km/h (199 mph) de velocidad máxima y acelerar de 0 a 100 km/h (0 a 62 mph) en un tiempo de 4 segundos. Equipado con rines de 19 pulgadas (48,3 cm) en neumáticos de medidas 275/40 R19 en la parte delantera y de 345/35 R19 en la parte trasera.

## Apariciones en multimedia
El Ford Shelby GR-1 apareció en el videojuego de carreras Test Drive Unlimited de Atari para PlayStation 2, computadora, Xbox 360 y PlayStation Portable. En este videojuego, el Ford Shelby GR-1 tiene la distinción de ser el automóvil con el precio más caro, con créditos de 2.000.000. y en el juego Ford Street Racing L.A Duel para Playstacion Potable (PSP)
En 2019, se añadió por primera vez en un videojuego para dispositivos móviles, cuando fue introducido en el elenco del famoso título de Gameloft, Asphalt 9: Legends.